# Іранська кухня

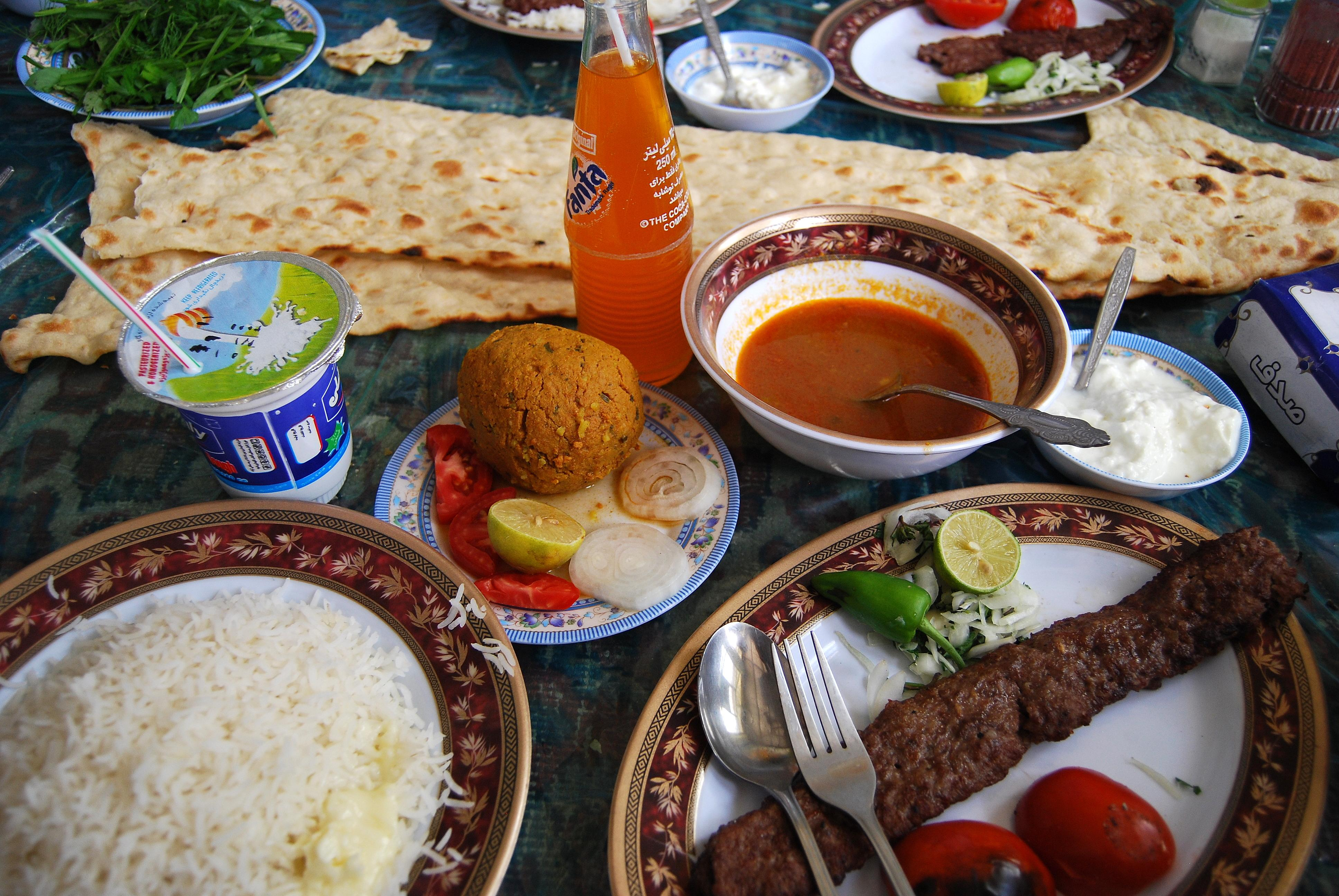

Іранська кухня (перс. آشپزی ایرانی) — національна кухня Ірану. Це одна з найдавніших і найоригінальніших кухонь світу. Базується на рисі, хлібі, свіжих овочах, зелені та фруктах. 

## Рис

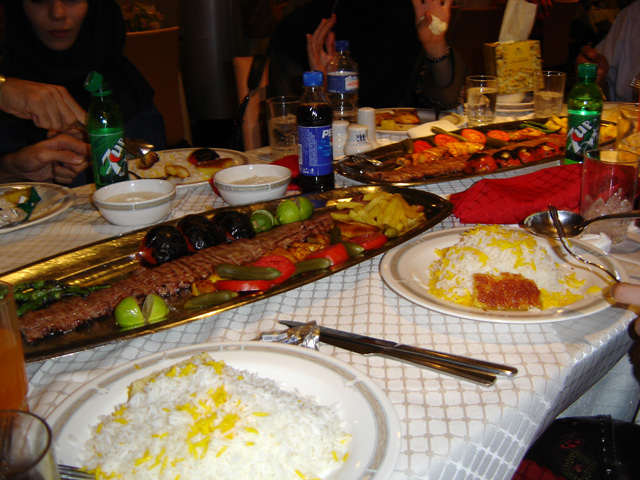

Рис — головний і майже єдиний гарнір, що пропонують до всіх страв. Всі іранці його готують 5 разів на тиждень, а жителі районів Перської затоки — щодня, доповнюючи стравами з риби. Рис для плову готують і подають зовсім окремо від інших компонентів: м'яса, дичини, риби, яєць, трав, не змішуючи з ними навіть на блюді під час їжі. Також окремо подають різні підливи. Оскільки рис складає основу плову, то від якості його приготування багато в чому залежить смак усієї страви. Мистецтво полягає в тім, щоб рис під час відварювання не розтріскався, не розварився і не став би клейким. Для цього беруть визначені сорти рису, відварюють переважно на парі чи іншими традиційними способами варіння. 
Для плову використовують іранський рис, останній, до речі, найдорожчий. Жителі узбережжя Каспійського моря полюбляють плов, що за способом приготування дуже схожий до того, котрий готують і українські господині. Окремо готується підлива. Вона може бути з курки, яловичини чи баранини. У кожну підливу додаються спеції: чорний чи червоний молотий перець, зарчубе, зіру, кінзу, коріандр, м'яту. 

## М'ясо
М'ясо ягнят і баранина, найчастіше перемелене чи дрібно нарізане, рідко подається як основна страва. Крім, природно, шашлику. Іранські баранячі шашлики вирізняються наявністю тонкої хрусткої скоринки, а порівняти їх можна хіба що із шашликом з філе курки, або ж з осетрини. 
Кебаб — страва, котра протягом багатьох століть не зазнала жодних змін. Соковите рубане м'ясо на шампурах перед тим як відправитися на розпечений мангал занурюється в цибулевий маринад. Рум'яний духмяний кебаб з перцем і зеленню просто-таки тане в роті. 
Національною іранською стравою вважається абгушт чи «чоло-кебаб», що готується з м'яса баранини чи яловичини, картоплі й квасолі. Подають абгушт зі свіжими овочами і зеленню цибулі, редискою, баклажанами, тархуном, рейганом. В овочеві салати додається сік лимона — аблімон. А шафран в іранській кухні використовують винятково для прикраси, адже він тут досить дорогий.
Іранські страви з баранини, мабуть, найсмачніші: «хореше бадінжан» — відвар з баранини і баклажанів, «кофті гашт» — цільний шматок м'яса, «адас поло» — рис, цибуля і м'ясо, «кофті» — кульки з меленого м'яса.

## Хліб
Хліб випікають у приватних хлібопекарнях кількома способами. Іранський хліб — це тонкі, дуже смачні коржі кількох видів: сангят, лаваш, тафтун, барбарі. «Сангят» у перекладі з перського означає камінь. Він має довгу форму. Його печуть у танурі, на дрібних гарячих каменях, зверху за смаком посипають іранським маком. Білий хліб — барбарі — овальної форми, він товстіший аніж сангят. Зверху його змазують яйцем. Лаваш — білий і дуже тонкий.
У сучасній іранській кухні досить великої популярності набули макарони. Їх готують з м'ясним фаршем, приправами, томатом.

## Овочі та фрукти
Овочі і фрукти використовуються як свіжі, так і мариновані. Одна з найпоширеніших страв — «маст-о-хієр» — холодна страва на основі кефіру з м'ятою, огірками й родзинками. Для приготування овочевих страв також часто використовуються баклажани (Бадемджа́н), кабачки, петрушку, кріп.
Терри — іранська зелень, що використовують для приготування запіканок, називаних «кюкю». Кюкю може бути з м'ясом, кабачками, цибулею, яйцями.
На Новий рік в Ірані традиційно готують плов з рибою, люля-кебаб. А ще аджіль — суміш з фісташок, насіннячок, горіхів і родзинок.

## Напої
Національний напій Ірану — чай. Своєрідність іранського способу чаювання полягає не стільки в заварюванні, скільки саме в питті чаю. Зазвичай вживається місцевий іранський, чорний байховий чай середньої чи високої міцності, але з досить швидкою експозицією — 4 хв. При цьому дуже цінується колір чаю — він повинен бути не занадто темним, але обов'язково яскравим, прозорим, коньячного кольору з дещо червонуватим чи малиновим відливом. П'ють його гарячим, маленькими ковтками, уприкуску з дрібними шматочками колотого цукру. При заварці разом з чаєм, а частіше в склянку, кладуть шматочок кориці (дарчін) чи імбиру.
Поширені соки зі свіжих фруктів, молочні коктейлі і кефір. Широко вживається напій, що нагадує йогурт, називається він в Ірану «дуг». Дуг дуже гарний як прохолоджувальний напій.

## Солодощі
Не можна не згадати також про іранські шербети. Відповідно до іранської кулінарної традиції, кожен сорт шербету повинен мати свій визначений колір: лимонний — жовтий, цитрусовий — жовтогарячий, м'ятний — зелений. Колір, як правило, у більшості випадків виникає природно, але іноді для досягнення яскравішого відтінку шербети додатково підфарбовують. Щоб колір відтінювався яскравіше, до столу їх подають у прозорому посуді.
Іран є найбільшим у світі виробником фісташок. Їх тут, зібравши з дерев, замочують у спеціальному розсолі, що додає королівського смаку. Іранські фісташки — найкращі у світі. Їх існує 15 видів.
З найдавніших часів в Ірані навчилися вирощувати виноград і робити з нього чудові Родзинки. Найзнаменитіший і найнайкращий сорт якого одержав назву «султана». Сушений абрикос — курага. 
Від чого дійсно не варто відмовлятися, знаходячись на Сході — східні солодощі. До безтями смачні і нескінченно різноманітні — шакербури, кураб'є, рахат-лукуми.
Іран батьківщиною популярних десертів фалуда та лавашак.

## Спеції
В іранській кухні поширена суміш спецій під назвою адв'єх, склад якої досить мінливий.

## Галерея

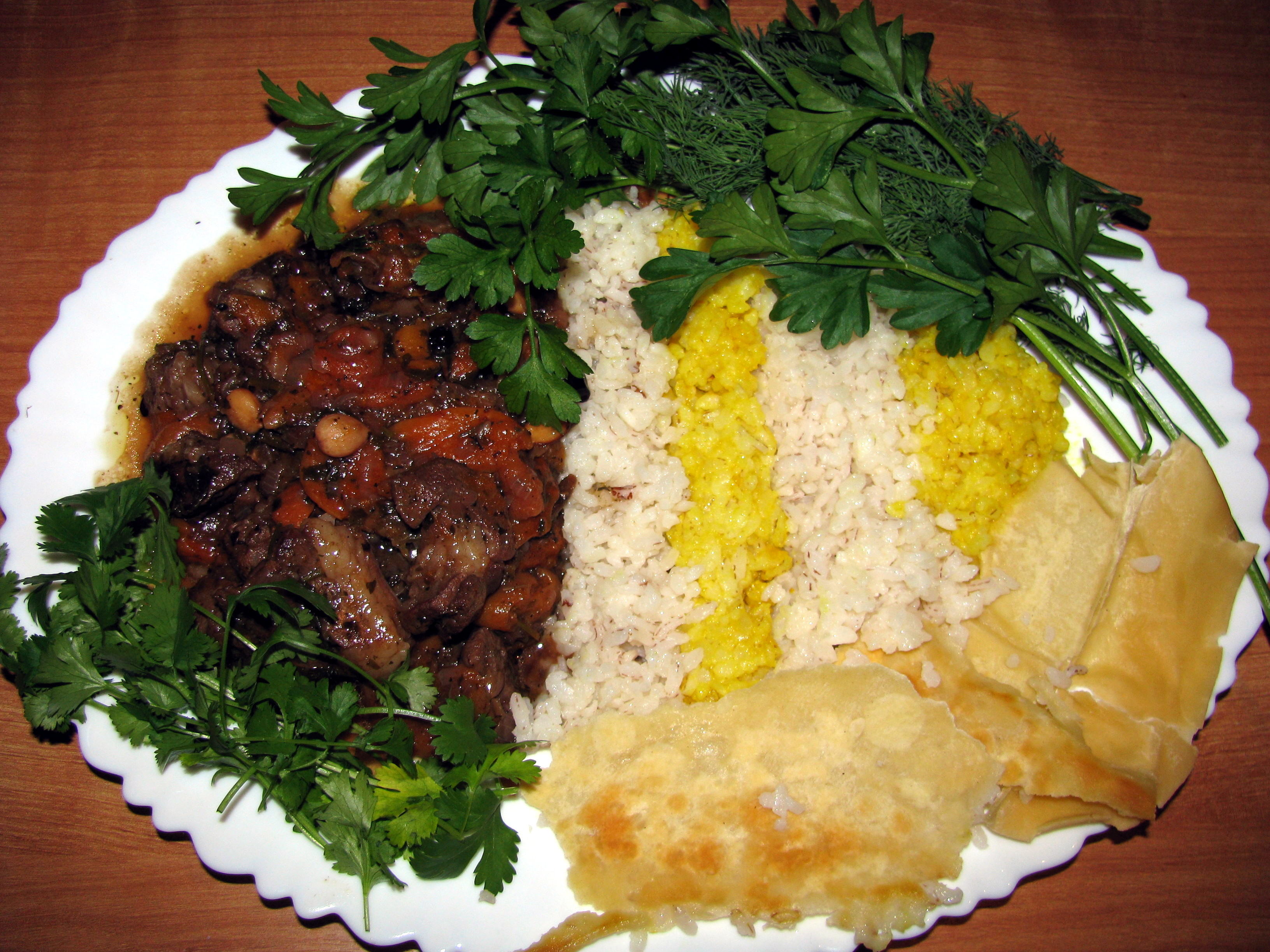
Плов в іранському варіанті
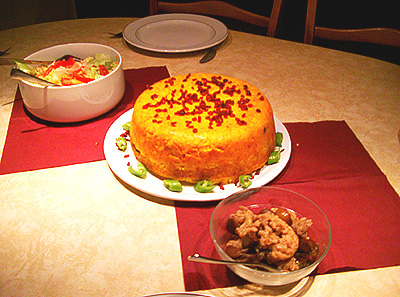
Тах-чин
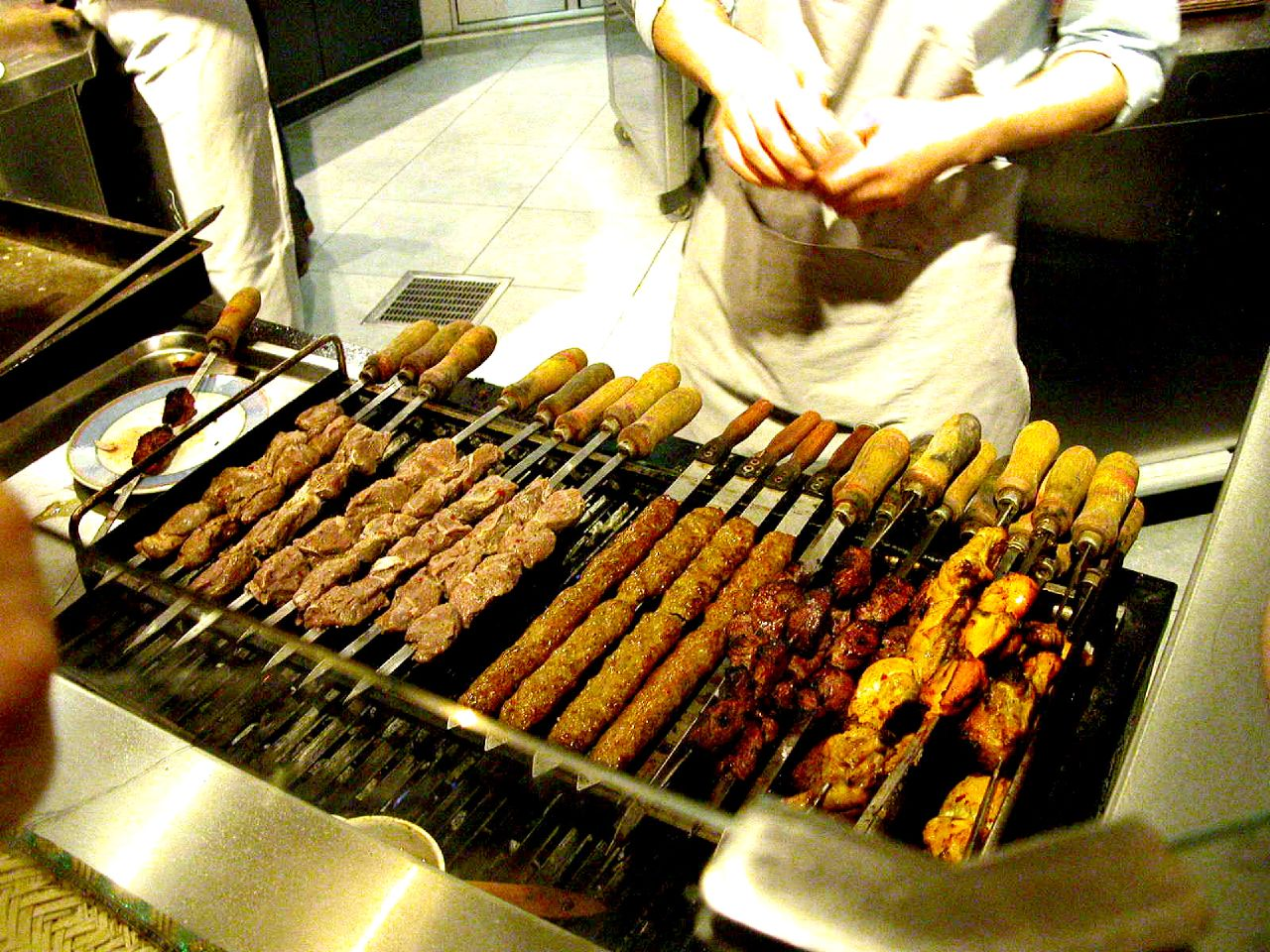
Приготування кебабів на мангалі
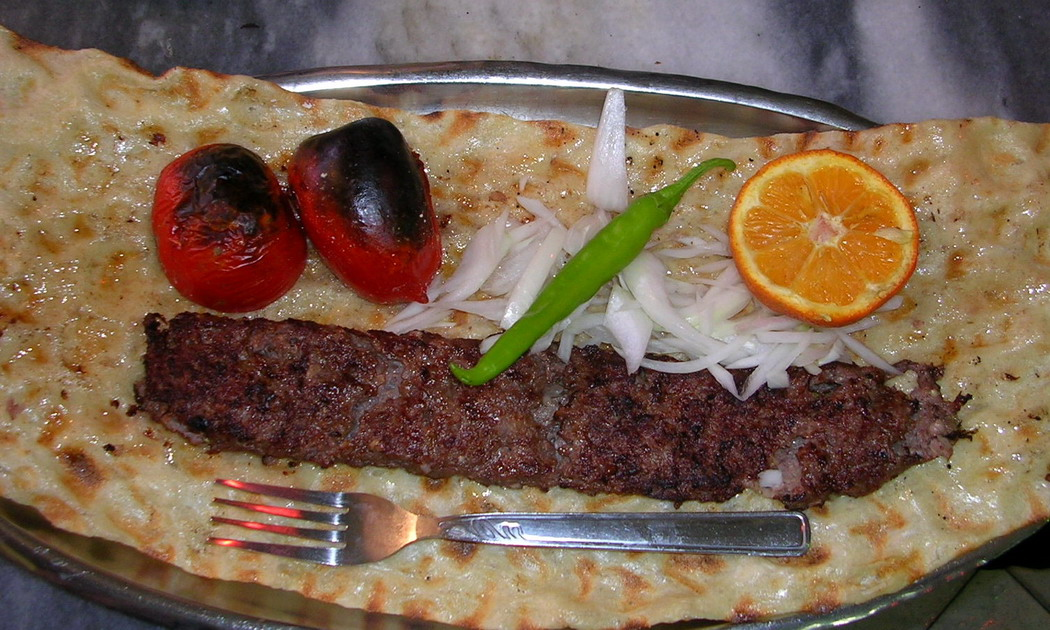
Кебаб
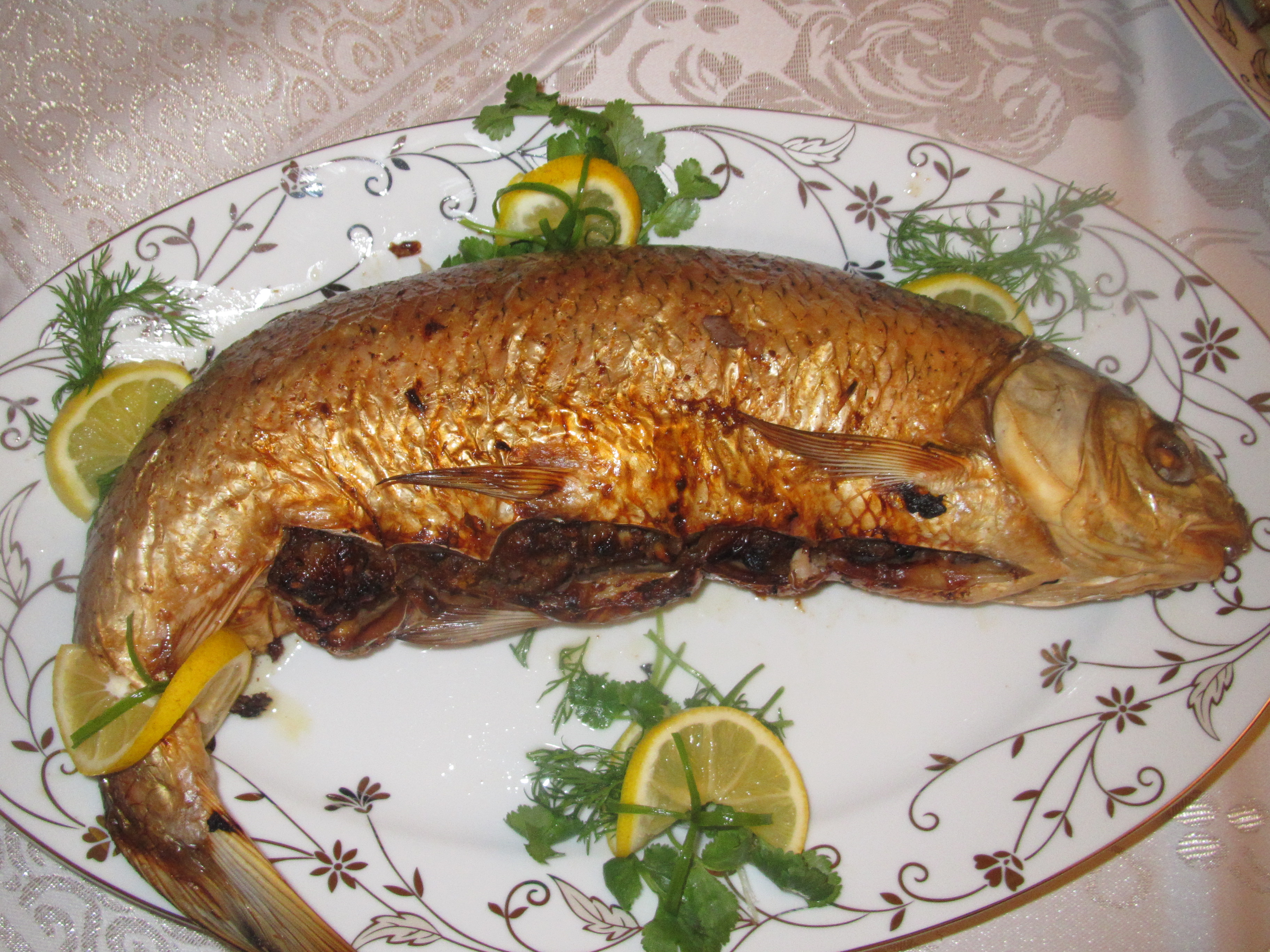
Лявянгі з риби
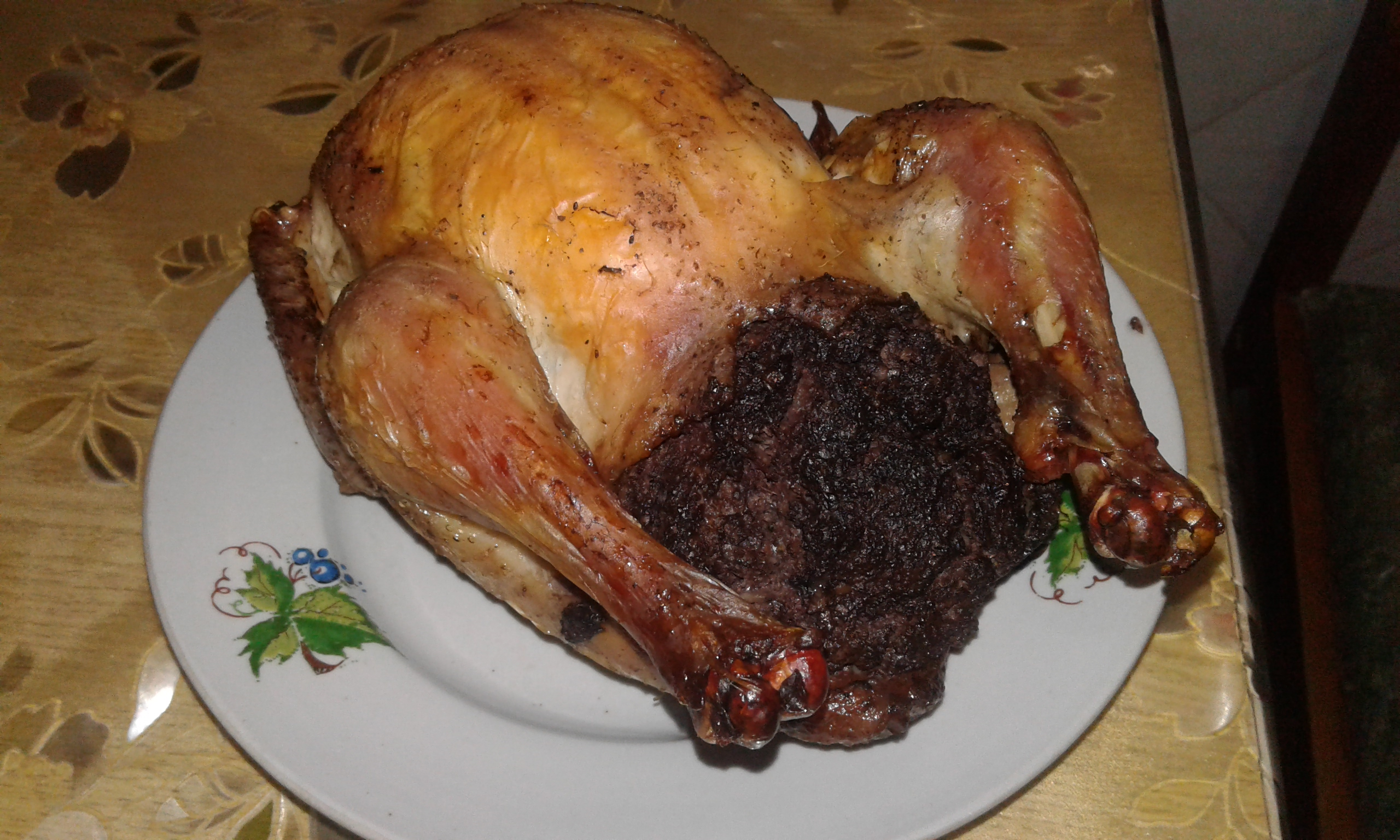
Лявянгі з курчати
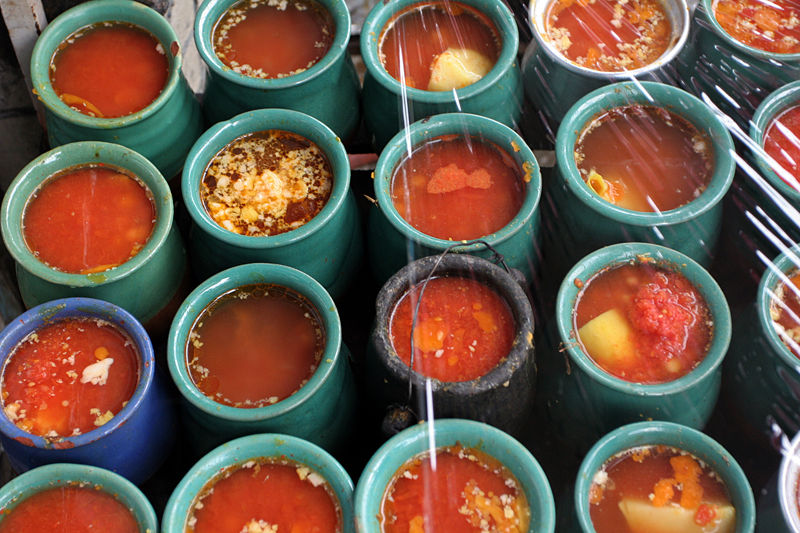
Абгушт
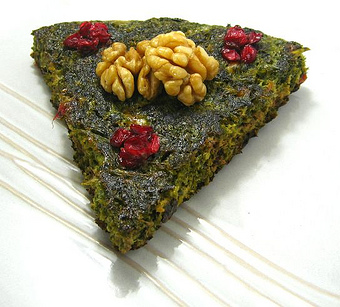
Кюкю
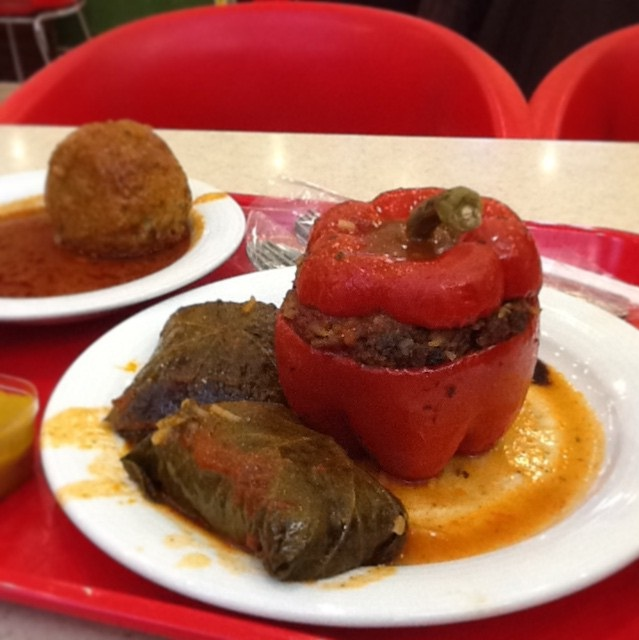
Долма
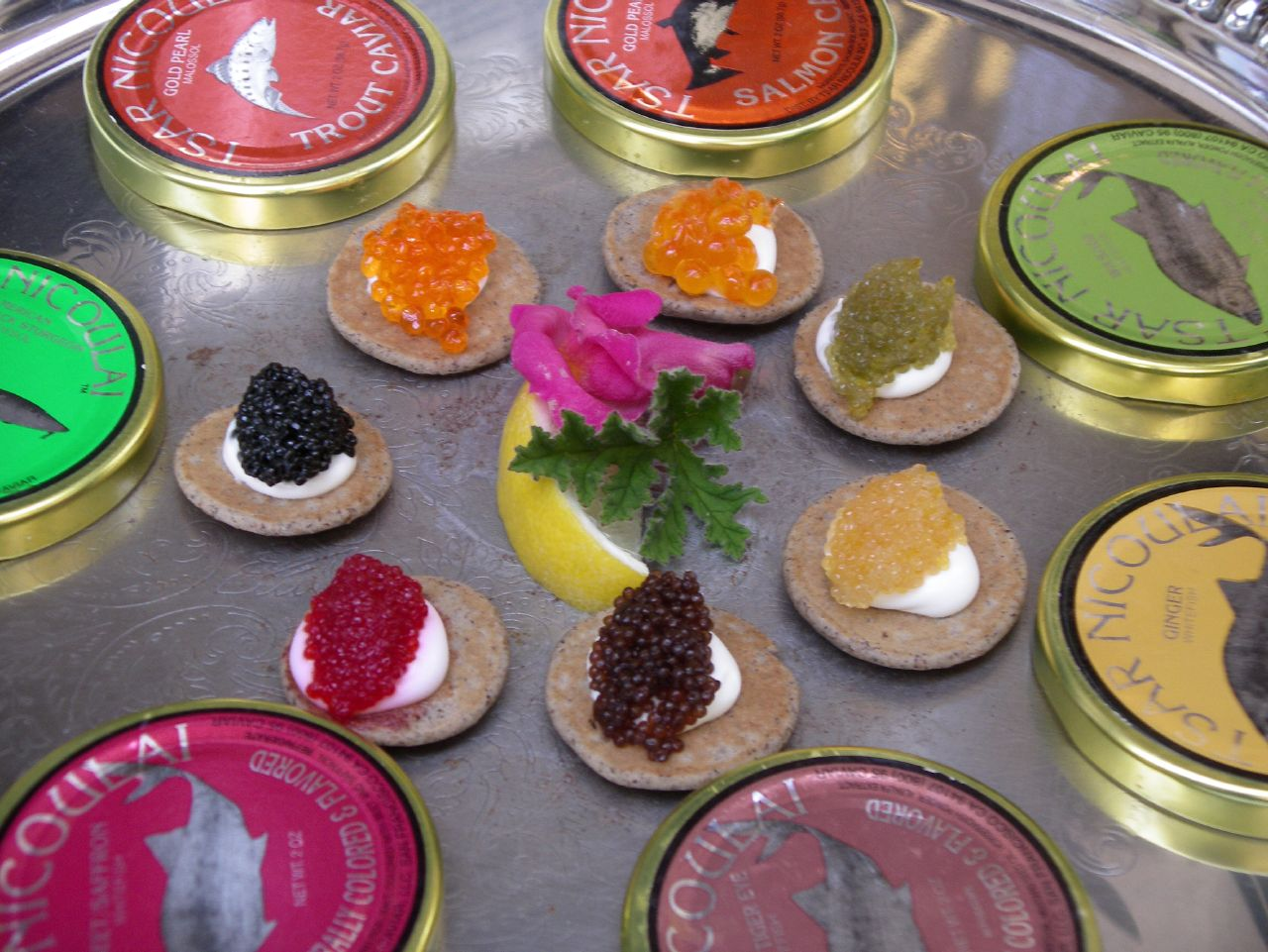
Іранська ікра
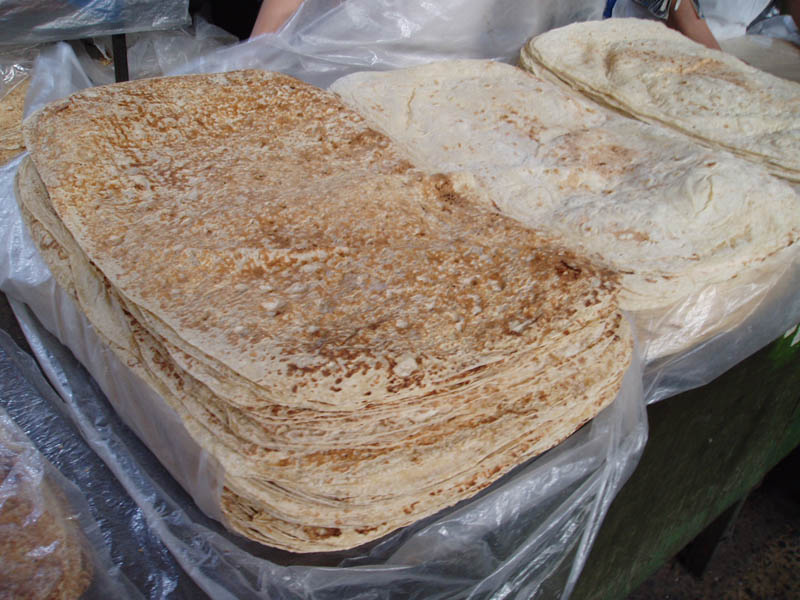
Різні варіанти лаваша
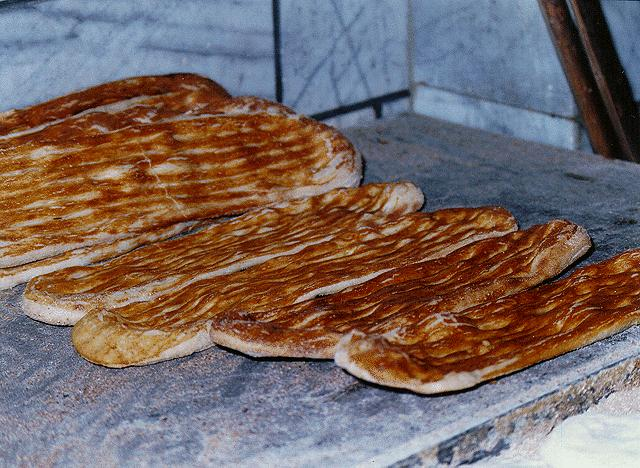
Барбарі
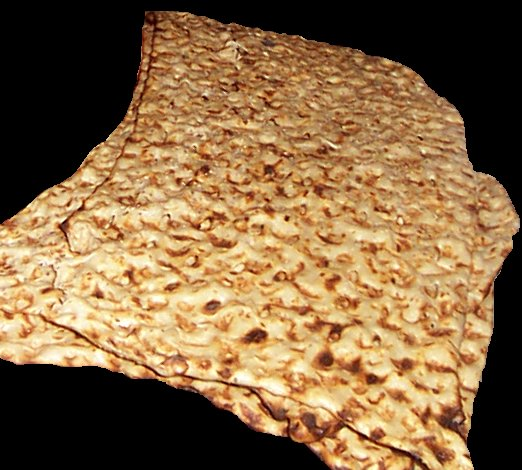
Сангак
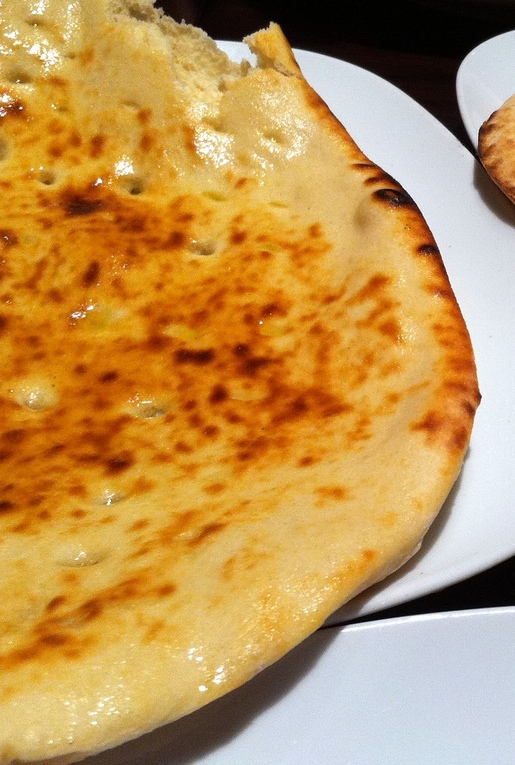
Тафтан
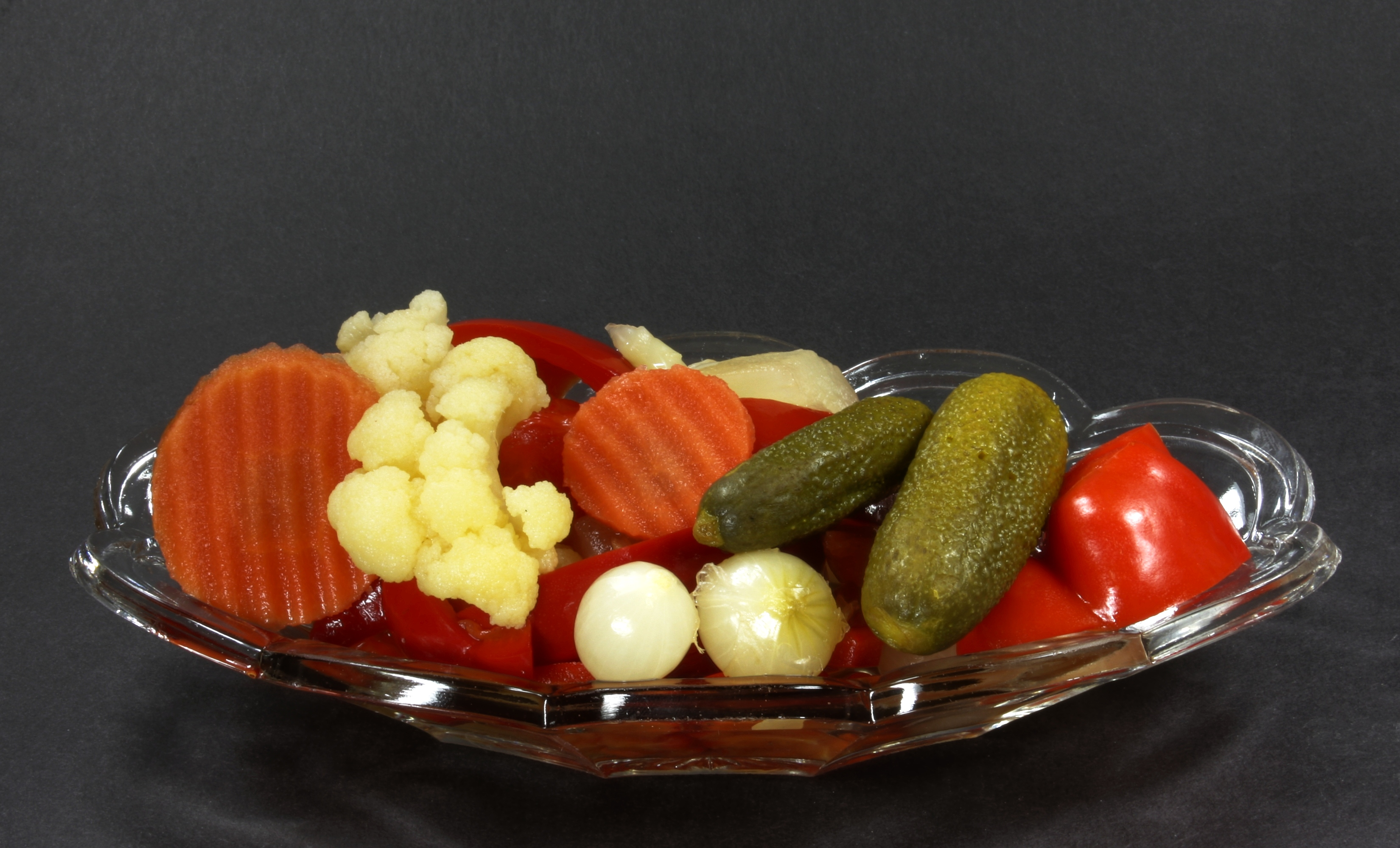
Торші